# Кропив'янка африканська
Кропи́в'янка африканська (Curruca deserti) — вид горобцеподібних птахів родини кропив'янкових (Sylviidae). Мешкає в регіоні Магрибу на північному сході Африки. Раніше вважався підвидом пустельної кропив'янки, однак був визнаний окремим видом.

## Опис
Довжина птаха становить 11-12 см, вага 7-10 г. Верхня частина тіла піщана або блідо-охриста, верхня сторона хвоста іржасто-руда, нижня частина тіла білувата. Райдужки жовті, дзьоб блідо-жовтий, лапи охристі. Виду не притаманний статевий диморфізм. 
Пустельні кропив'янки є схожими на африканських кропив'янок, однак є дещо більшими, верхня частина тіла у них більш сіра, дзьоб більш темний, а на третьорядних махових перах і центральних стернових перах у них є темні смуги.

## Поширення і екологія

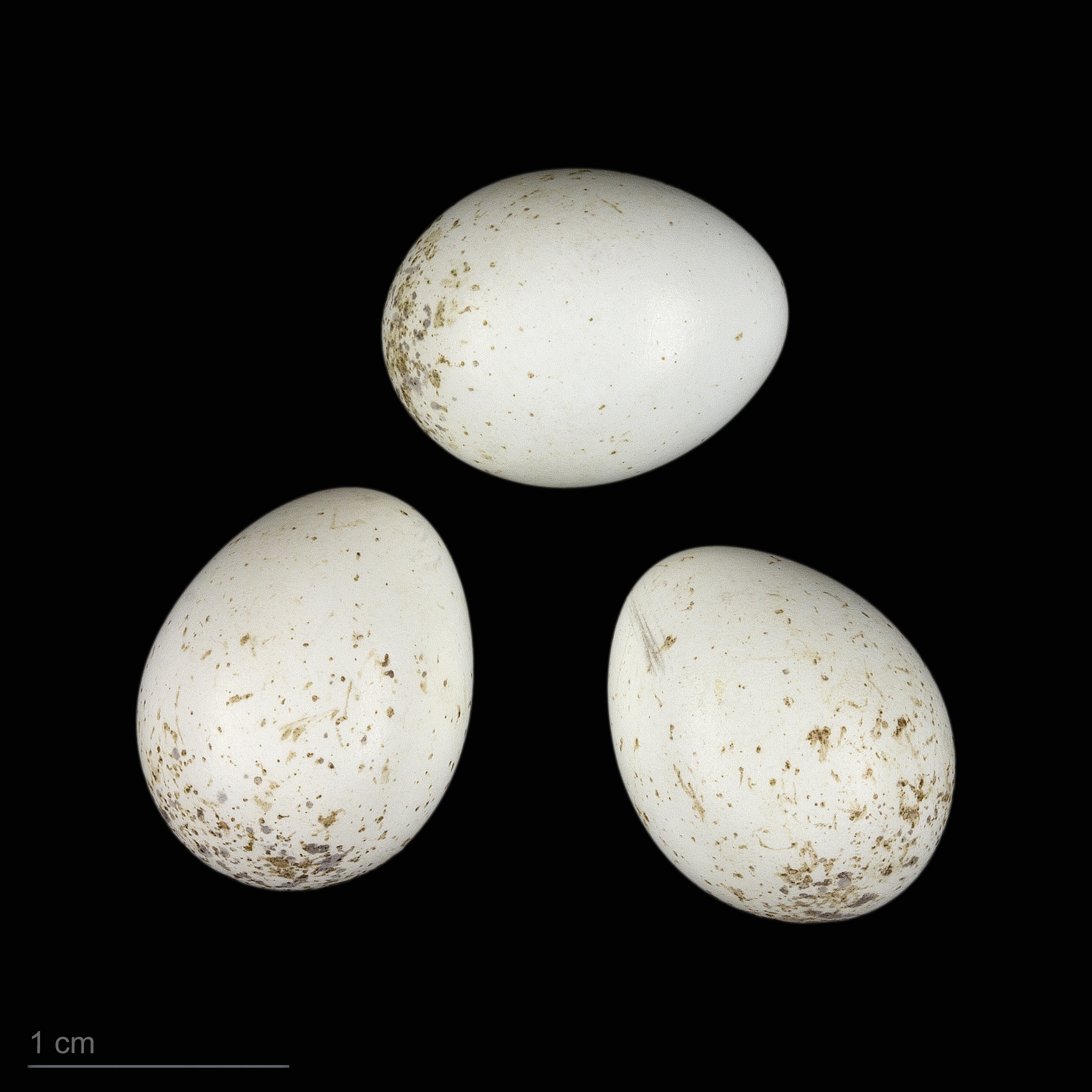
яйце Curruca deserti - Тулузький музей

Африканські кропив'янки мешкають на північному сході Африки на південь від Атлаських гір, від південного Марокко на схід до західної Лівії і на південь до Малі і Нігера. На відміну від інших кропив'янок регіону, не мігрують. Африканські кропив'янки живуть в пустелях і напівпустелях на заході Сахари, віддають перевагу густим заростям Aristida pungens. В Алжирі зустрічаються на висоті до 2200 м над рівнем моря. Живляться переважно дрібними комахами. яких шукають на землі, а також насінням і ягодами. В південній частині ареалу гніздяться з січня до початку березня, на півночі з кінця березня по травень. В кладці від 2 до 5 яєць, зазвичай 3 яйця. На півдні ареалу за сезон може вилупитися два виводки.